# Emslandlager Brual-Rhede
Koordinaten: 53° 5′ 10″ N, 7° 13′ 46″ O
Das Emslandlager Rhede-Brual, auch Lager III genannt, in der heutigen Gemeinde Rhede, Ortsteil Brual, war ein nationalsozialistisches Strafgefangenenlager, das im Mai 1934 errichtet wurde. Es war ursprünglich als Konzentrationslager geplant und konnte 1000 Gefangene aufnehmen.

## Geschichte

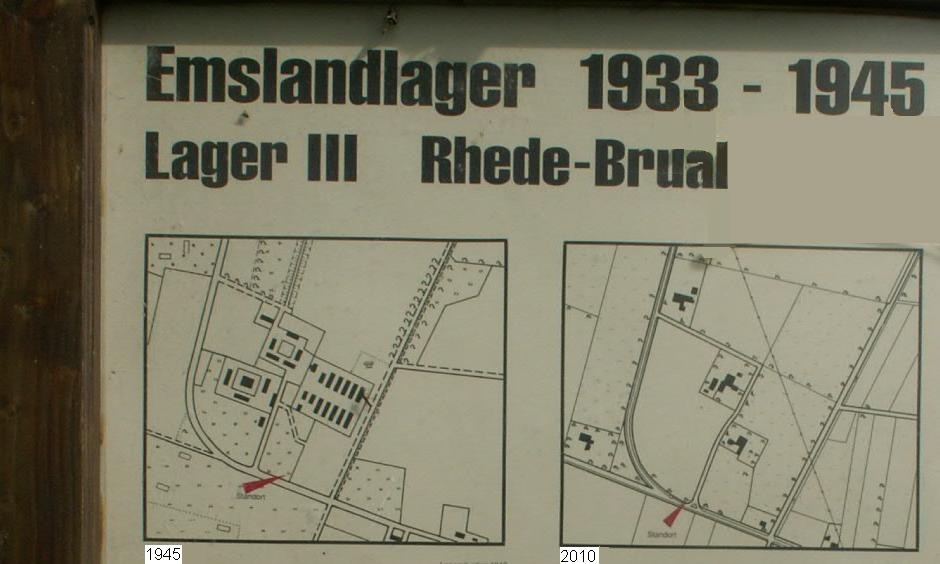
Übersichtsplan zum Aufbau des Lagers Rhede-Brual 1945 und zum Zustand 2010.

Im Mai 1934 wurde das Lager III Rhede-Brual als eines von 15 Emslandlagern errichtet. Es war zunächst als Konzentrationslager geplant, wurde 1934 jedoch vom Reichsministerium der Justiz als Strafgefangenenlager genutzt. Das Lager war für 1000 Häftlinge ausgelegt. Diese kamen aus dem gesamten Deutschen Reich und waren meist zu Zuchthausstrafen verurteilt. Es handelte sich also auch im heutigen Rechtsverständnis um Kriminelle.
Die Gefangenen mussten zunächst am Ausbau des Brualer Schloots mitwirken. Später wurden sie zur Kultivierung des Moores gezwungen.
Im Juni 1937 wurden erste politische Gefangene nach Brual gebracht. 1938 sollte das Lager ausgebaut werden, sodass es Platz für 1500 Gefangene hatte. Es wurden acht Baracken errichtet, die jedoch in die Pfalz transportiert wurden. Sie sollten Platz für Gefangene bieten, die am Aufbau des Westwalls in der Nähe von Zweibrücken beteiligt waren.
Für die Bewachung der Gefangenen waren bis zu 200 SA-Männer sowie Justizbeamte der SA Pionierstandarte 10 zuständig. Durch die schlechte Versorgung und die psychische Terrorisierung durch die Wachmannschaften kam es des Öfteren zu Fällen von Selbstverstümmelung. Dabei verloren 59 Menschen ihr Leben. Sie sind auf dem Friedhof in Esterwegen bestattet. Der 1937 inhaftierte Alfred Weidenmüller schrieb dazu:

„Wöchentlich einmal wurde jeder Gefangene zur Lagerkommandantur gerufen. Zu jeder Seite des Eingangs standen zwei Hunde. Bevor der Gefangene die Baracke betrat, musste er vor den Hunden strammstehen, die Mütze abnehmen und laut und deutlich sagen: ‘Du bist ein Herrenhund, und ich ein Schweinehund.’ Es war an einem Tag vor dem Heiligen Abend 1937. Der Tag war bitterkalt, und kaum lagen wir auf den Pritschen, als das Kommando ertönte: ‚Im Hemd raustreten!’ Vor der Baracke 2 standen schon 600 Gefangene im Hemd bei eisigem Nordwind. Im Lager befand sich auch der Genosse Herbert Kerzig aus Chemnitz. Er war von Beruf Dirigent und betreute früher mehrere Arbeiter-Gesangvereine. Er musste im Hemd das Dach der Baracke besteigen, und unter seiner Leitung mussten wir das Lied ‚Empor zum Licht’ singen. Anschließend erkrankten 22 Gefangene an Lungenentzündung, 4 starben daran. Durch die geringe Kost und die schwere Arbeit gab es viele Erkrankungen. Krankmeldungen gab es erst dann, wenn ein Gefangener nicht mehr aufstehen konnte. Operationen wurden ohne örtliche Betäubung vorgenommen. Ich kenne 11 Fälle, dass Gefangene Selbstverstümmelungen vornahmen, indem sie Löffel, Glasscherben von zerschlagenen Wassergläsern, ja sogar Eisenteile und Nägel verschluckt haben.“

Die Anzahl der Inhaftierten schwankte über die Jahre stark. Ab 1940 wurden auch von Wehrmachtgerichten Verurteilte in das Lager gebracht. Bereits 1942 machten diese Häftlinge mehr als 50 % aller Inhaftierten aus. Die Gründe für ihre Inhaftierung waren meist Fahnenflucht oder Wehrkraftzersetzung.
1943 errichtete die Maschinenbaufirma Klatte ein Werk direkt neben dem Lager. Die Gefangenen wurden an den Betrieb verliehen, um in der Rüstungsproduktion zu arbeiten. In dem Werk wurden hauptsächlich Flugzeugteile produziert. Im Februar 1945 waren im Lager noch 700 Gefangene inhaftiert. Am 4. April 1945 wurde das Lager geräumt und die Gefangenen in das Emslandlager Aschendorfermoor gebracht.

## Bekannte Häftlinge
- Wilhelm Henze, deutscher Widerstandskämpfer und Arbeiterschriftsteller
- Alfred Weidenmüller